# Gabriele Devecchi
Gabriele Devecchi (Milano, 18 marzo 1938 – Milano, 27 ottobre 2011) è stato un designer, architetto e orafo italiano.

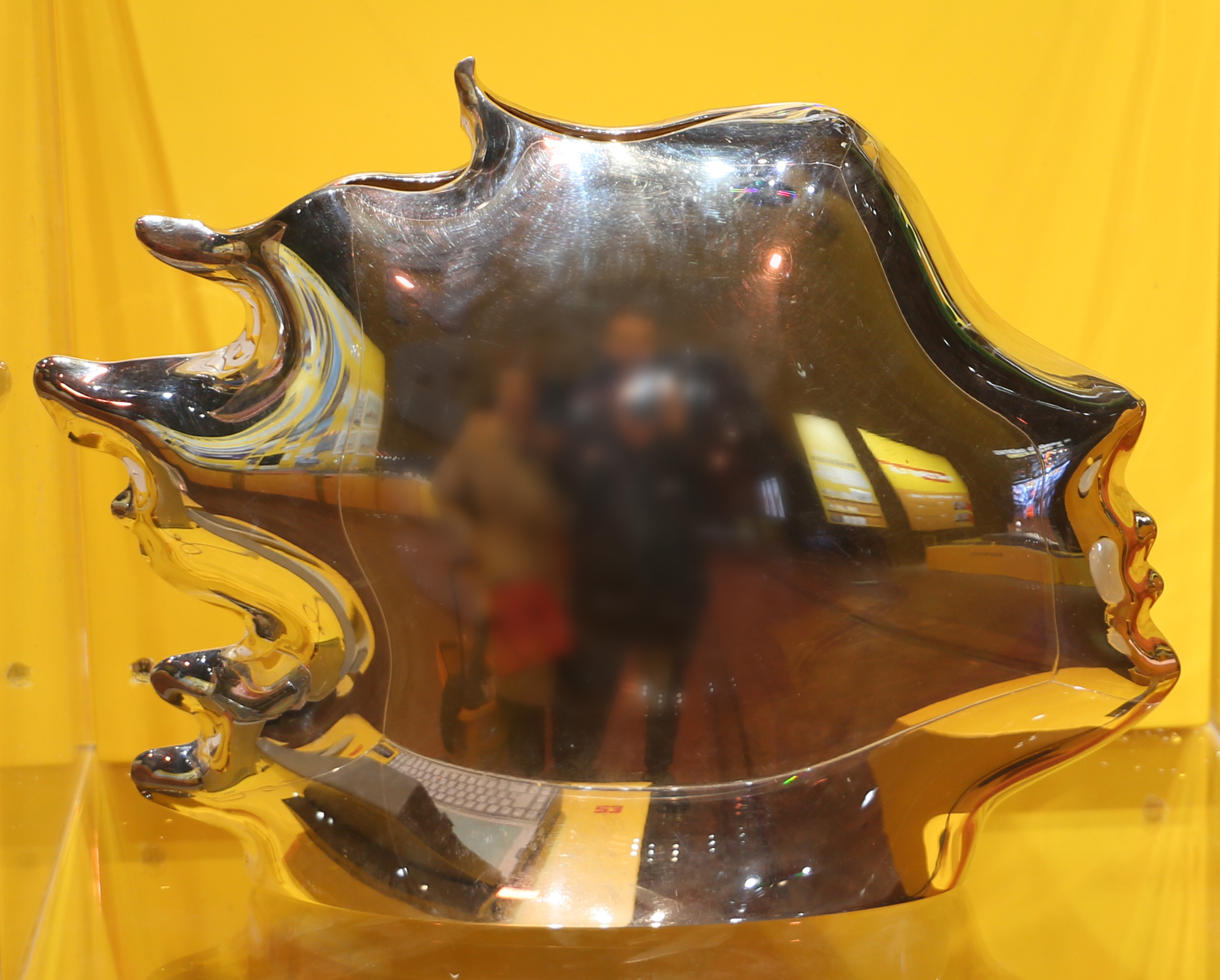
Vaso Kiss in the Wind, 1985 (Triennale Design Museum)

Nel 1959 è stato cofondatore (assieme a Giovanni Anceschi, Davide Boriani, Gianni Colombo e Grazia Varisco), del Gruppo T, avanguardia artistica nell'ambito dell'arte cinetica e programmata.

## Biografia
Dopo il conseguimento della maturità artistica, Gabriele Devecchi inizia a lavorare presso il laboratorio di argenteria del padre. 
Nel 1959 costituisce con Giovanni Anceschi, Gianni Colombo e Davide Boriani il Gruppo T, iniziando a realizzare opere cinetiche e programmate, ambienti interattivi, grafiche programmate, multipli, interventi integrati al contesto urbano. Tra le opere che rappresentano il culmine dell'arte del Gruppo T vi è La scultura da prendere a calci.
Dal 1962 avvia collaborazioni con altri settori della progettazione: arredo, prodotto, allestimento e urban design. Inoltre partecipa attivamente alle manifestazioni arte programmata, promosse da Olivetti, in Italia e negli Usa.